# Leena di Atene
(Giovanni Boccaccio)
Leena o Leona o Leæna, chiamata da Giovanni Boccaccio "Leona Meretrice" (in greco antico: Λέαινα?, Léaina, "leonessa"; Atene, VI secolo a.C. circa – Atene, V secolo a.C. circa) è stata un'etera ateniese, amante di Armodio o, secondo Ateneo, di Aristogitone.

## Storia
Considerata da Boccaccio lasciva in quanto cortigiana ("Leona adunque inclinata all'esercizio delle meretrici, ha fatto con l'opre sue vergognose, che non s'habbia saputo ne l'origine ne la patria sua"), venne considerata comunque meritevole di comparire nella sua enciclopedia delle donne illustri poiché si era sacrificata per un ideale. Era solita suonare la lira.
Quando Armodio e Aristogitone uccisero il tiranno Ipparco, avendo lei avuto una relazione con entrambi (Aristogitone era innamorato di lei) e consapevole dell'organizzazione della congiura, venne torturata con estrema crudeltà da Ippia (fratello di Ipparco) per rivelare quanto sapeva sui complici assassini. Giunta alla fine delle forze, per non sentirsi obbligata a parlare, si morse la lingua amputandosela con i denti.
Secondo alcune fonti fu liberata ma morì poco dopo, secondo Pausania invece (il quale sostenne di raccontare "cose che finora non sono state messe per iscritto, ma sono generalmente credute vere dalla maggior parte degli Ateniesi") Ippia la maltrattò fino ad ucciderla, poiché, essendo amante di Aristogitone, ritenne che non potesse essere estranea al complotto.
Quando Ippia venne espulso dalla città e la tirannia dei Pisistratidi finì, gli Ateniesi ricordarono con grande stima il sacrificio di Leena ed eressero in suo onore sulla sua tomba nell'acropoli una statua bronzea raffigurante una leonessa senza lingua, per indicare la sua virtù del silenzio. La statua, non più esistente, secondo Plinio il Vecchio era stata scolpita da Anficrate.